# Estação Universidad Católica
A Estação Universidad Católica é uma das estações do Metrô de Santiago, situada em Santiago, entre a Estação Santa Lucía e a Estação Baquedano. Faz parte da Linha 1.
Foi inaugurada em 31 de março de 1977. Localiza-se no cruzamento da Alameda com a Avenida Portugal. Atende a comuna de Santiago.